# Noetiidae
Noetiidae zijn een familie tweekleppige schelpsoorten die tot de superfamilie Arcoidea behoren.

## Kenmerken
Schelpen van de Noetiidae lijken sterk op die van de Arcidae, maar bij deze familie vertoont het ligamentvlak een veldje met verticale lijntjes/groefjes.  De schelpkleppen kunnen tot 60 mm lang worden (bij Noetia ponderosa (Say, 1822)), zijn trapeziumvormig, met een rechte, taxodonte slotplaat.  Ze vertonen radiale ribben.

## Verspreiding en leefgebied
Noetiidae leven in warmere zeeën, met name in de Indische en Grote Oceaan, het Caraïbisch gebied en de Middellandse Zee.

## Geslachten
- Arcopsis Koenen, 1885
- Congetia M. Huber, 2010
- Didimacar Iredale, 1939
- Eontia MacNeil, 1938
- Estellacar Iredale, 1939
- Mulinarca Iredale, 1939
- Noetia Gray, 1857
- Striarca Conrad, 1862
- Noetiella Thiele & Jaeckel, 1931
- Quadrilatera Deshayes, 1860
- Ribriarca Noda, 1980
- Sheldonella Maury, 1917
- Stenocista Oliver & Cosel, 1993
- Verilarca Iredale, 1939

## Afbeeldingen

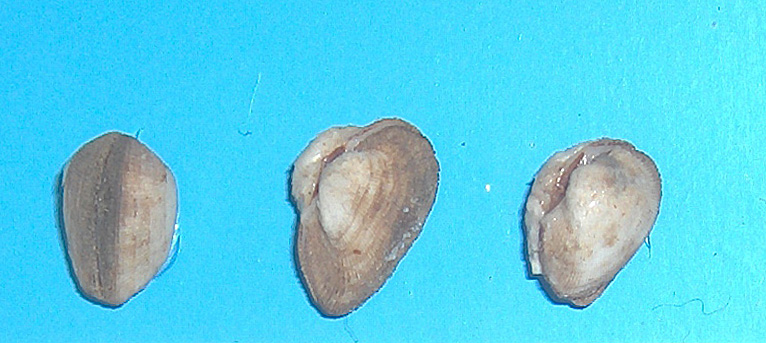
Striarca lactea